# Жилбер Беко
Жилбер Беко (на френски: Gilbert Bécaud, с рождено име Франсоа́ Жилбе́р Сийи́, на френски: François Gilbert Silly) е френски певец, композитор, пианист и актьор.

## Биография
Франсоа Жилбер Сийи е роден на 24 октомври 1927 г. на крайбрежието на Средиземно море, в град Тулон. Баща му изоставя семейството си, без да се развежда, когато Франсоа е съвсем малък. Поради това майката на певеца, която всички наричали Мимико, не е могла да се омъжи за новия си спътник, Луи Беко, който Франсоа, брат му Жан и сестра му Одета считали за свой баща от най-ранното си детство.
Франсоа се увлича по музиката още от детските си години и доста бързо се научава да свири виртуозно на пиано. Едва на девет години той постъпва в консерваторията в Ница, където учи, докато семейството му напуска Тулон по време на войната през 1942 г. Майката на Франсоа желае да осигури възможност на сина си да се занимава с музика при най-добри условия. През 1943 г. под влиянието на по-големия брат на Франсоа – Жан, семейството се премества в град Албервил. Тогава Жан е бил член на френската Съпротива и Франсоа – бъдещият „Господин 100 000 волта“, се присъединява към него след известно време.
След края на войната осемнадесетгодишният юноша Франсоа Жилбер Сийи се премества в Париж с надежда скоро да спечели популярност. Едва на двадесет години той успява да сключи няколко договора с барове и кабарета като пианист. Започва да съчинява музика за филми под псевдонима Франсоа Беко, приемайки фамилията на втория си баща. SACEM (Общество на автори, композитори и издатели на музика) за първи път регистрира името му през 1947 година. След това Франсоа започва да се занимава с песенно творчество под влиянието на Морис Видал. През 1948 година Франсоа (Жилбер) Беко съчинява песни за популярната изпълнителка Мари Бизе, която го запознава с младия си съавтор Пиер Делано. Жилбер Беко и Пиер Делано стават близки приятели и заедно написват много знаменити песни.
През 1950 г., благодарение на Мари Бизе, Франсоа (Жилбер) Беко се среща с Жак Пилс, много моден по това време певец. Беко му става акомпаньор и заедно с него правят няколко много успешни турнета, в частност в САЩ. Там те се запознават с Едит Пиаф, за която мечтаят да пишат песни. Тогава те ѝ представят песента Je t’ai dans la peau, която певицата харесва много. След известно време Жак Пилс става съпруг на Пиаф. Сътрудничеството с Пилс е прекратено, но Беко става режисьор на Пиаф.
През 1952 г. Франсоа Сийи окончателно става Жилбер Беко. Оттогава той се сдобива с някои навици, с които не се разделя до края на живота си. Например, неговата вратовръзка на точки, без която практически никога не се качва на сцена.
Постоянно, сътрудничейки си с Морис Видал и Пиер Делано, Беко търси нови автори на песни, които създават неговия репертоар. Така той се среща с криминалиста, по съвместителство поет Луи Амад, който създава за Жилбер редица песни.
През 1952 г. той среща младия Шарл Азнавур, който по това време си сътрудничи плодотворно с Едит Пиаф и вече има опит като изпълнител от театралните сцени от 1933 г. По това време Азнавур едва започва соловата си кариера на певец, поради което и той се считал за дебютант като Беко. Двамата млади артисти започват да съчиняват заедно песни (Viens, Terre Nouvelle и много други). Дори и след възхода и раздялата на триумфалните им кариери, те продължават често да се срещат за продуктивно сътрудничество.
През същата 1952 г. Жилбер Беко се жени за Моник Никола, а след година им се ражда син, Ги. След това за Беко всичко се случва много бързо. Той има всички основания за успех: талант на композитор, ярки автори на тестове и железен сценичен опит, придобит по време на гастролите с Жак Пилс.
На 2 февруари 1953 г. Беко записва две свои песни, Mes mains по текст на Делано и Les Croix по текст на Амад. Неговият син Ги се ражда същия ден. Успехът на първите му записи провокира собственика на Олимпия Брюно Кокатрикс, който възражда заведението си след дълги години на упадък, да покани певеца като един от първите изпълнители в тази зала. Предприемчивият бизнесмен даже се канел да украси с името на Беко първия си плакат от февруари 1954 година. По това време Беко е считан за „американска звезда“ (т.е. артист, откриващ втората част на концерта). Но когато на 17 февруари 1955 година той се качва на сцената на Олимпия като звезда, го чака небивал успех. Тази знаменателна вечер четири хиляди млади хора, увлечени от невероятната енергия на Беко, изпотрошават част от залата – доста необичайно събитие за тези времена. Печатът превъзнася този факт и Беко получава прозвищата „Господин Динамит“, „Атомна гъба“ и „Мосю 100 000 волта“.
Той триумфира 33 пъти на сцената на зала Олимпия, където получава прозвището си „Мосю 100 000 волта“. Беко оставя образ на наелекризиран човек, намиращ се непрекъснато в движение. Вратовръзката му на точки, около 400-те му песни и ръката му, поставена зад ухото по време на концертите – това са образите, завинаги свързани с него.
На върха на славата си Жилбер Беко уважава покана от българска страна и изнася рецитал по време на фестивала „Златният Орфей“ през лятото на 1971 г.
Умира на борда на своята лодка на река Сена на 18 декември 2001 г. в Париж. Погребан е в гробището Пер Лашез.